# آیت نوال مزاده
آیت نوال مزادة (به عربی: آیت نوال مزادة) یک شهرداری در الجزایر است که در استان سطیف واقع شده‌است.